# Rode Heath
Rode Heath är en ort i Storbritannien.   Den ligger i kommunen Cheshire East i riksdelen England, i den södra delen av landet, 230 km nordväst om huvudstaden London. Rode Heath ligger 95 meter över havet och antalet invånare är 2 198.
Terrängen runt Rode Heath är lite kuperad. Runt Rode Heath är det mycket tätbefolkat, med 1 463 invånare per kvadratkilometer. Närmaste större samhälle är Stoke-on-Trent, 14,1 km sydost om Rode Heath. Trakten runt Rode Heath består i huvudsak av gräsmarker.